# 나비나물
나비나물은 콩목 콩과에 속하는 여러해살이풀이다. 한국·일본·중국·만주 등지에 분포하며 참나비나물이라고도 한다. 주로 산이나 들에서 자란다.

## 형태
높이는 30-100cm이고 전체에 털이 없으며 줄기는 여러 개가 모여나고 능선으로 인하여 네모가 진다. 잎은 어긋나고 1쌍의 작은잎으로 구성된 겹잎이며 작은잎은 길이 3-7cm의 장난형이고 끝이 길게 뾰족하며 털이 없고 가장자리가 밋밋하다. 꽃은 총상꽃차례로 7-8월에 홍자색 또는 연분홍색으로 피는데 잎겨드랑이에 10개 이상의 꽃이 한쪽으로 치우쳐서 모여 달린다. 열매는 협과(꼬투리열매)로서 넓은 피침형(披針形)이며 털이 없고 3-7개의 종자가 있다.

## 쓰임새
한방에서 뿌리와 잎을 약으로 쓰는데, 삼령자(三鈴子)라 한다. 허한 것을 보하는 효능이 있다.